# Nový Tekov
Nový Tekov este o comună slovacă, aflată în districtul Levice din regiunea Nitra. Localitatea se află la altitudinea de 171 m deasupra n.m., se întinde pe o suprafață de 29,7 km2 și în 2017 număra 860 de locuitori.

## Istoric
Localitatea Nový Tekov este atestată documentar din 1320.

## Demografie
| An:                | 1994 | 2004    | 2014   | 2024   |
| ------------------ | ---- | ------- | ------ | ------ |
| Număr de persoane: | 918  | 822     | 854    | 935    |
| Diferență:         |      | −10,45% | +3,89% | +9,48% |

| An:                | 2023 | 2024   |
| ------------------ | ---- | ------ |
| Număr de persoane: | 937  | 935    |
| Diferență:         |      | −0,21% |